# Колошниковий пил
Колошниковий пил — пил, що виноситься з доменної печі через колошник разом з колошниковим газом і складається з дуже дрібних твердих часточок шихтових матеріалів — залізорудних матеріалів, коксу і флюсу (вапняку або інших). Містить 40-55 % заліза і 5-10 % вуглецю. Колошниковий пил уловлюють і використовують переважно у доменній плавці, додаючи до агломераційної шихти при виготовленні агломерату.

## Утворення
Завантажувані у доменну піч шихтові матеріали є грудками певного розміру — від 10-12 мм (окатки) до 25 — 70 мм (кокс, вапняк). Однак, насипна маса цих матеріалів завжди містить також певну кількість дуже дрібної, пилоподібної, фракції. Значна кількість дрібної фракції (пилу) шихтових матеріалів після завантаження їх на колошник доменної печі виноситься з неї разом з потоком колошникового газу. Вміст пилу у колошниковому газі, що виходить з печі, становить 15-30 г/м³. Винос колошникового пилу залежить від якості шихтових матеріалів і технології доменного виробництва. В минулому (середина 20 століття), при роботі доменних печей на непідготовленій шихті без підвищення тиску газу в робочому просторі печі вміст пилу у газі становив 50 — 60 г/м³, а іноді сягав 100 г/м³.
Після виходу з доменної печі колошниковий газ проходить три стадії очищення від пилу — грубе, напівтонке й тонке. Грубе очищення відбувається сухим способом у пиловловлювачах. Воно знижує вміст пилу в газі до 1 — 3 г/м³. Напівтонке очищення відбувається мокрим способом у скруберах, тонке очищення відбувається також мокрим способом у трубі Вентурі і дросельній групі.
Колошниковим пилом називається пил, що вловлюється пиловловлювачами, тобто сухим способом (при мокрих способах очищення утворюються шлами). По мірі накопичення колошниковий пил з пиловловлювача вивантажується через випускні отвори у залізничні напіввагони (приблизно один раз на добу) й відправляється до споживача на переробку.

## Фізичні властивості
Об'ємна вага колошникового пилу у порошку 250—350 кг/м³, після ущільнення — 450 кг/м³. Коефіцієнт теплопроводності 0,06 ккал/м•год•град при температурі 100 °C (дані 1957 року).

## Хімічний склад
Склад колошникового пилу залежить від складу шихти, тому в різні часи у зв'язку з розвитком доменного виробництва, а також за різних шихтових умов його склад може бути різним. За одним з хіманалізів, опублікованим 1957 року, крім оксидів заліза колошниковий пил складається з 20 % кремнезему SiO2, 17 % глинозему Al2O3, 14 % вапни CaO та інших домішок.

## Використання
Через відносно великий вміст заліза колошниковий пил утилізують переважно шляхом використання у доменній плавці додаванням його до агломераційної шихти при виготовленні агломерату.
Колошниковий пил також є цінною сировиною для цементних заводів. Як залізовмісний компонент він додається при виготовленні цементу. Такий цемент відзначається швидким набиранням міцності й великими параметрами довговічності.
Були пропозиції використовувати колошниковий пил як добриво у сільському господарстві. Дози внесення у ґрунт колошникового пилу (і ферошлаку) 1-2 ц на 1 га. Перевірка ефективності колошникового пилу показала, що це добриво підвищувало врожай коренів цукрових буряків на 12,9 %.
Пропонувалося також колошниковий пил використовувати у суміші з азбестом у вигляді мастики для теплоізоляції гарячих поверхонь невідповідальних об'єктів. Однак, колошниковий пил не мав широкого застосування у теплоізоляції.

## Виноски
1. ↑  V. Noskov, V. Bolshakov. Briquetting of Mining and Metallurggical Wastes. // Approaches to Handling Environmental Problems in the Mining and Metallurgical Regions. — Springer Science & Business Media. ISBN 1-4020-1322-1 (HB) ISBN 1-4020-1323-X (PB) (англ.)
2. 1 2  Г. Г. Ефименко, А. А. Гиммельфарб, В. Е. Левченко. Металлургия чугуна. — К.: «Вища школа», 1988. — 351 с. — С. 299. ISBN 5-11-000064-6 (рос.)
3. ↑  И. М. Коваленко, И. Г. Ковзун, З. Р. Ульберг, И. Т. Проценко, А. А. Ващенко. Наноструктурные образования в процессах обогащения железооксидно-карбонатно-силикатных металлургических шламов [Архівовано 18 березня 2022 у Wayback Machine.]. // Наносистеми, наноматеріали, нанотехнології. Збірник наукових праць. Том 6, випуск 2. — 2008. — С. 444. (рос.)
4. 1 2 3  Факторович Л. М. Теплоизоляционные материалы и конструкции. — Л. — 1957. — С. 181. (рос.)
5. ↑  Химия в сельском хозяйстве. / Под ред. чл.-корр. АН СССР Пейве Я. В. и проф. А. В. Петербургского. — Москва: Колос, 1964. — 383 с. — С. 259. (рос.)